# マンガボックス
『マンガボックス』（Manga Box）は、株式会社TBSホールディングスの子会社である株式会社マンガボックス（英: Manga Box Co., Ltd.）が配信するiOS・Android用マンガ雑誌アプリ。アプリ・購読料は無料。パソコンのウェブブラウザでも閲覧可能なウェブコミック配信サイトでもある。

## 概要
毎週水曜日から毎日3〜5作品を更新し、1週間で全作品が更新される。最新話の次の話がグレーアウト表示されているものの一部は「シェアして次号分を先読み」することができる。
DeNAが樹林伸にマンガアプリ立ち上げへの協力を持ちかけ、さらにDeNAが樹林の提案した条件をのんだことから開発が始動した。グローバルでアプリを提供し、ほぼすべての作品で日本語版の掲載と同時に繁体字版と英語版も提供。日本とは規模が違うが、台湾や北米を中心に日本国外にもユーザーがいる。
バックナンバーは基本的に、最新号を含む過去12号分が無料で読める（一部例外あり）。過去12号分よりも前の部分については、電子書籍、単行本として販売し、それにより収益を得ることを見込んでいる。

## 沿革
- 2013年12月4日 - DeNAがマンガボックス配信開始。
- 2014年3月28日 - マンガボックス インディーズ配信開始。
- 2020年
  - 5月18日 - DeNAの「マンガボックス」の企画・運営に関する事業を株式会社マンガボックスに会社分割[4]
  - 7月7日 - TBSを引受先とする第三者割当増資により株式会社マンガボックスをDeNAとTBSの合弁会社化[5]
- 2021年4月 - 株式会社マンガボックスがDeNA子会社からTBSの子会社に異動[6]

## 編集方針
マンガボックスの運営母体はDeNA。新人育成をするために編集者は外部（講談社・小学館）から招聘された。初代編集長は樹林伸。
アプリ上では、コンテンツの閲覧数やどこまで読まれたかが全て可視化・データ化される。樹林はこうしたデータと共に、データ化できない読者の声も重要だと考え、コメント機能の拡充などを図っていく方針だった。
読者層は当初30代を想定していたが、実際には20代がメインの読者となった。男女比は6〜7割が男性。読者層は少年誌に近いが、表現は過激なものも含まれ、自主規制でモザイクがかけられることもある。まずはコンテンツ全体の質を高めることを目指している。

## UI
アプリ開発はDeNAのエンジニアが担当した。アプリ内の回遊性を重視しており、いろいろな作品を読んでもらえるように工夫してある。
雑誌形式を採用しており、ページをめくりながら1つの作品を読み終わると、そのまま次の作品に進むようになっている。当初はアプリを起動するとチュートリアルが出て、連載作品が一覧で表示されていた。現在では起動時に2つの人気作品を前面に出し、選びやすいようにしている。

## コンテンツ
コンテンツ内容は恋愛物からサスペンス物まで多種多様。描き下ろしに加え、『高遠少年の事件簿』など人気作品のスピンオフ、『寄生獣』など過去作品の試し読みもある。連載作品はほぼすべて単行本にしている。特に電子書籍化は必ずしていく方針。
マンガボックスはあくまでもプラットフォームであり、講談社を中心に様々な出版社の作品が掲載されている
ほとんどの作品が毎週更新だが、一部毎日更新・隔週更新の作品も存在する。
一部作品については、バックナンバーが読める話数が制限されている。
- シュート!:最新話のみ
- 王様ゲーム:最新話を含む3話のみ

## 主な連載作品
- 穴殺人（裸村)
- アポカリプスの砦（蔵石ユウ/イナベカズ）←『月刊少年ライバル』より移籍
- 異常者の愛（千田大輔）
- エンバンメイズ（田中一行）
- 俺んちに来た女騎士と田舎暮らしすることになった件（裂田/秋乃かかし） - 小説のコミカライズ
- 学園×封鎖（原作：八頭道尾、作画：Nykken）
- キモオタ、アイドルやるってよ（一色いたる）
- 境界のないセカイ（幾夜大黒堂）
- 金田一少年の1泊2日小旅行（あわ箱/天樹征丸・さとうふみや）
- 恋と嘘（ムサヲ）
- 攻殻機動隊 STAND ALONE COMPLEX 〜The Laughing Man〜（衣谷遊）
- さどんです（乃和（GAINAX）、葉月京）
- サバイバル〜少年Sの記録〜（さいとう・たかを/宮川輝）
- 俺 スペース☆ダンディ（BONES/活又ひろき） - アニメのコミカライズ
- 寸劇の巨人（hounori、原作：諫山創「進撃の巨人」）
- 零 影巫女（天樹征丸、hakus）
- タチコマな日々（山本マサユキ/櫻井圭記）
- でぶせん（原作：安童夕馬、作画：朝基まさし）
- 天空侵犯（三浦追儺、大羽隆廣）
- 天竜牌（杉井光/松井勝法）
- とんずらごはん（義元ゆういち）
- 元風俗嬢が金持ち妻になりました（やぎかつみ、原作：奏羽穂香「元風俗嬢が金持ち妻になりました」） - ノンフィクション小説のコミカライズ
- なぜ東堂院聖也16歳は彼女が出来ないのか?（内乃秋也、茂木完田）←『月刊少年ライバル』より移籍
- 人間工場（西屋仁紀） - 第1回「マンガボックス編集部杯」大賞受賞
- 骨が腐るまで（内海八重）
- ホリデイラブ 〜夫婦間恋愛〜（こやまゆかり/草壁エリザ）
- りぶねす（堂本裕貴）
- ロリクラ☆ほーるど!（Chihaya/KOMANDO-）

## 映像化作品

### アニメ化
| 作品   | 放送年 | アニメーション制作 |
| ------ | ------ | ------------------ |
| 恋と嘘 | 2017年 | ライデンフィルム   |

| 作品     | 配信年 | アニメーション制作 |
| -------- | ------ | ------------------ |
| 天空侵犯 | 2021年 | ゼロジー           |

### 実写化
| 作品                        | 放送年 | 制作                   | 製作                                 |
| --------------------------- | ------ | ---------------------- | ------------------------------------ |
| ホリデイラブ 〜夫婦間恋愛〜 | 2018年 | テレビ朝日、MMJ        | N/A                                  |
| にぶんのいち夫婦            | 2021年 | テレビ東京、スパークル | 「にぶんのいち夫婦」製作委員会       |
| サワコ                      | 2022年 | N/A                    | BS-TBS、AOI Pro.                     |
| Sister                      | 2022年 | 大映テレビ（協力）     | 読売テレビ                           |
| 私がヒモを飼うなんて        | 2023年 | TBSスパークル          | 『私がヒモを飼うなんて』製作委員会   |
| スイートモラトリアム        | 2023年 | C&Iエンタテインメント  | 『スイートモラトリアム』製作委員会   |
| インターホンが鳴るとき      | 2023年 | テレビ大阪、ホリプロ   | 「インターホンが鳴るとき」製作委員会 |

| 作品   | 配信年 | 制作                          |
| ------ | ------ | ----------------------------- |
| 穴殺人 | 2019年 | C&Iエンタテインメント、カズモ |

## DL数
アプリ公開直後にテレビCMを放送し、一気にダウンロード（DL）数を稼いだ。Twitter・Facebookで作品情報をシェアすると1週間先の話を読むことができる「先読み」システムもDL数の上昇に貢献した。
| 年月日         | DL数  | 備考                     | 出典  |
| -------------- | ----- | ------------------------ | ----- |
| 2013年12月26日 | 100万 |                          |       |
| 2014年1月7日   | 200万 |                          | [ 3 ] |
| 2014年3月      | 300万 |                          | [ 2 ] |
| 2014年11月     | 600万 | WAU 150万。10～20代が7割 | [ 3 ] |
| 2014年12月     | 700万 | WAU 150万。6〜7割が男性  | [ 2 ] |

## マンガボックスインディーズ
マンガボックスのコンテンツの一つ。ウェブコミック投稿サイト。2014年3月28日よりサービス開始。
当初はパソコン版のみ対応であったが、4月9日にはiPhone版、5月21日にはAndroid版でも閲覧可能になった。一般ユーザーがオリジナル作品を無料で投稿・公開でき、発表済み作品も投稿可能。定期的に「リーグ戦」を行っており、ユーザーからの人気の高い作品には賞金が授与される。
一部の作品は単行本化されている。

## 収益
マンガボックスの収益は単行本販売と広告が柱であった。多くの作品が単行本化されており、広告収入も順調であるという。しかし、2015年2月時点では黒字を計上するには至っておらず、将来的に大ヒット作を輩出することで投資を回収する予定だった。それには長い時間がかかることが想定されるが、DeNA の豊富な内部留保によって賄うことができるとしていた。
樹林は漫画雑誌の部数が減少傾向にあるのはコンビニが立ち読みを規制したからだと考えていた。そこでスマートフォンにかつてのコンビニのような役割を期待し、アプリ上で漫画を無料公開することで新規の読者を取り込む、というビジネスモデルが描かれた。
しかし、それでは採算が取れず電子書籍として発売する「ストア」を開設することによって安定して利益を出せるようになった。その後、原点回帰によってオリジナル作品の立ち上げやマルチメディア化への投資が行われた。

## 論争・騒動
『境界のないセカイ』打ち切り
2015年3月、マンガボックスの連載漫画『境界のないセカイ』（幾夜大黒堂）が打ち切りに追い込まれた。作中に性的少数派への差別的表現があったとして講談社が単行本化を拒否したことが原因とされている。一方でLGBT団体「レインボー・アクション」は、本作には特段差別的な表現が見つからず、打ち切りは性差別の助長や表現の自由への侵害につながると講談社を批判した。

## 評価
オリジナルのウェブコミックを配信しているサイトとしてはcomicoに次いでDL数が多い。リリースから3カ月の2013年12月で300万DLを突破。1年後の2014年12月には700万DL超え、WAUも約150万と総DL数の約2割に上った。2015年2月時点ではアプリ内広告も好調である。